# 稲田亮
稲田 亮（いなだ りょう、1971年〈昭和46年〉3月24日 - ）は、日本の政治家。新潟県見附市長（1期）。元国土交通官僚。元大分県中津市副市長。

## 来歴
新潟県見附市出身。新潟県立長岡高等学校を卒業。その後新潟大学工学部に入学し、同大学大学院工学研究科を修了した。1995年、運輸省に入省し、外務省ブラジル大使館一等書記官、国土交通省港湾局海岸・防災課災害対策室課長補佐、同局国際・環境課国際調整官、国土交通省鉄道局施設課長補佐、国土交通省九州地方整備局大分河川国道事務所長、中津市副市長（地方創生シティーマネージャー） 、国土交通省鉄道局国際課国際協力室長、一般財団法人国際臨海開発研究センター研究主幹を経て、国土交通省港湾局産業港湾課クルーズ振興室長を最後に退官し、2021年9月には2022年に行われる予定であった見附市長選挙に出馬を表明した。ところが、当時の見附市長・久住時男が病気を理由に任期を1年近く残して2021年11月に辞職したため、これに伴う見附市長選挙に立候補した。2021年12月の市長選挙では元・新潟県職員の候補を破って当選した。
※当日有権者数：33,712人 最終投票率：56.56%（前回比：-9.01pts）
| 候補者名   | 年齢 | 所属党派 | 新旧別 | 得票数   | 得票率 | 推薦・支持 |
| ---------- | ---- | -------- | ------ | -------- | ------ | ---------- |
| 稲田亮     | 50   | 無所属   | 新     | 12,371票 | 65.5%  |            |
| 名古屋祐三 | 66   | 無所属   | 新     | 6,507票  | 34.5%  |            |

## 関連リンク
- 稲田亮 (100010916341505) - Facebook
- 稲田亮後援会 (ryoinadaoffice) - Facebook
- 市長のプロフィール